# Aeródromo de Muchamiel

i8
i11
i13
Der Aerodromo de Muchamiel (valencianisch: Aeròdrom de Mutxamel)  ist ein  Flugplatz in der spanischen Provinz Alicante. Der Flugplatz befindet sich rund 10 Kilometer nördlich der Stadt Alicante im Gemeindegebiet von Muchamiel an der Costa Blanca.
Der Flugplatz Mutxamel wurde 1984 eröffnet und ist derzeit die Hauptbasis der INAER Helicopters Gruppe und der Helicsa Helicópteros. Am Flugplatz befindet sich auch die Basis der Feuerlöschflieger Avialsa, die Hubschrauberbrigade Foresma (Forestal Mediterránea) und der Aeroclub de Alicante.
Der Flugplatz ist für die allgemeine Luftfahrt mit ICAO-Code: LEMU zugelassen. Betreiber ist das private Unternehmen Aeródromo Mutxamel S.L.